# Альфред Джулс Еєр
Альфред Джулс Еєр  (англ. Alfred Jules Ayer, МФА: /ɛə/, 29 жовтня 1910 — 27 червня 1989) — англійський філософ і логік, представник логічного неопозитивізму. Пропагував ідеї віденського гуртка, для пізніх робіт характерна тенденція до лінгвістичної філософії.

## Освіта
Здобув освіту в Ітоні та оксфордському коледжі Крайст Черч, де і почав свою викладацьку діяльність з 1933 року після однорічного (з 1932 р) перебування у Відні і знайомства там з позитивістською програмою Віденського гуртка.

## Основні твори
- “Основи емпіричного знання”;
- “Мислення і значення”;
- “Проблема знання”